# Rolands Freimanis
Rolands Freimanis (Gulbene, 21 de enero de 1988) es un jugador de baloncesto letón. Mide 2,10 metros, y juega en la posición de ala-pívot en las filas del Rīgas Zeļļi de la  LEBL.

## Características
Es un jugador técnicamente bueno, coordinado para su altura y con un gran dominio de balón. Su mayor ventaja es que sabe jugar de cara al aro y de espaldas.

## Biografía
En 2009 sus números con el Qalat son buenos (15,3 puntos y 7,3 rebotes por partido) pero su verdadera explosión llegó en la jornada diez, cuando fue el MVP de la competición con 25 puntos y 14 rebotes
En 2010 promedia 9,8 puntos y 4,4 rebotes en LEB Oro con el Lobe Huesca. Una vez terminada la temporada LEB, ficha por lo que resta de temporada por el Lagun Aro GBC de ACB en sustitución de Nikoloz Tskitishvili.
El 2 de agosto de 2021, firma por el BC Nizhni Nóvgorod de la Superliga de baloncesto de Rusia.
En la temporada 2022-23, firma por el Trefl Sopot de la Polska Liga Koszykówki.

## Selección
Freimanis estuvo con su selección en el Eurobasket de Polonia aunque no llegó a jugar.

## Trayectoria deportiva
- 2004-05 Riga/Juniors (LBAL)
- 2005-06 BA Riga/Juniors (LBL)
- 2006-07 ASK Riga (LBL)
- 2007-08 ASK Riga (LBL)
- 2008-09 ASK Riga (LBL). En septiembre de 2008 fue cedido al VEF Riga (LBL)
- 2009-10 LEB Plata. CB Qalat Cajasol/ CB Sevilla  España
- 2010-11 LEB Oro. Club Baloncesto Peñas Huesca  España
- 2010-11 ACB. Lagun Aro GBC (Desde 20/04/2011)   España
- 2011-12 LEB Oro. Club Bàsquet Girona  España
- 2012–2013 Sutor Montegranaro  Italia
- 2013–2014 Khimik-OPZ Yuzhny  Rusia
- 2014–2015 BC Kalev/Cramo
- 2015 UNICS Kazán  Rusia
- 2015–2016 BC Kalev/Cramo
- 2016  Uşak Sportif
- 2017 VEF Riga
- 2017-2018  Gaziantep Basketbol
- 2018-2019 Ifaistos Limnou B.C.
- 2019-2020 Anwil Włocławek
- 2020-2021 Stelmet Zielona Góra
- 2021-2022. BC Nizhni Nóvgorod
- 2022-2023. Trefl Sopot
- 2023-2025. Gaziantep Basketbol
- 2025-presente. Rīgas Zeļļi